# Gabriela Andersen-Schiess
Gabriela (Gaby) Andersen-Schiess (Zürich, 20 mei 1945) is een voormalige Zwitserse langeafstandsloopster. Ze nam eenmaal deel aan de Olympische Spelen, maar won hierbij geen medailles. In 1963 verhuisde ze naar Idaho in de Verenigde Staten om daar als skilerares te gaan werken. Ze trouwde met een Amerikaan, waardoor ze tevens het Amerikaans staatsburgerschap verwierf. In wedstrijden bleef zij echter voor Zwitserland uitkomen.

## Olympische Spelen 1984
Andersen-Schiess nam voor Zwitserland deel aan de marathon op de Olympische Spelen in 1984. Door een zonnesteek kwam de toen 39-jarige Andersen-Schiess twintig minuten na de winnares zwalkend het stadion binnen, en liep ze de laatste ronde op de piste bijna slalommend naar de finish. Na de finish werd ze door drie officials opgevangen. Ze finishte als 37e, nog voor zeven andere vrouwen, in een tijd van 2:48.42.
Een jaar eerder, in 1983, had ze al de California International Marathon gewonnen. Ook was ze Zwitsers recordhouder op de 10 km en de marathon.

## Titels
- Zwitsers kampioene 3000 m - 1972

## Persoonlijke records
| Onderdeel      | Prestatie       | Datum            | Plaats     |
| -------------- | --------------- | ---------------- | ---------- |
| 10 km          | 33.29 (ex-NR)   | oktober 1983     | Perpignan  |
| 15 km          | 51.48 (ex-NR)   | 19 februari 1984 | Phoenix    |
| 20 km          | 1:11.36 (ex-NR) | 25 maart 1984    | Sacramento |
| halve marathon | 1:15.29 (ex-NR) | 4 juli 1984      | Coronado   |
| marathon       | 2:33.25 (ex-NR) | 4 december 1983  | Sacramento |

## Palmares

### 3000 m
- 1972:  Zwitserse kamp. - 10.26,2

### marathon
- 1973: ?e marathon van Bräunlingen - 3:09.02
- 1977:  marathon van Seattle - 2:57.23
- 1978: ?e marathon van Seattle - 2:57.23
- 1983:  Twin Cities Marathon (Minneapolis–Saint Paul) - 2:36.22
- 1983:  California International Maratho (Sacramento) - 2:33.25 (NR)
- 1984: 37e OS - 2:48.42
- 1987:  Emerald City Marathon - 2:40.20